# Turan Doğangün
Turan Doğangün (* 20. August 1941 in Kırklareli) ist ein ehemaliger türkischer Fußballspieler.

## Sportliche Karriere

### Im Verein
Turan Doğangün begann seine Karriere im Jahr 1962 bei Galatasaray Istanbul. In seiner ersten Saison für die Gelb-Roten kam der Mittelfeldspieler zu sieben Ligaspielen und erzielte dabei ein Tor. Am Ende der Saison wurde er das erste Mal türkischer Meister.
Bei Galatasaray war man zu diesem Zeitpunkt von Doğangün sportlich nicht überzeugt, weshalb er zu MKE Ankaragücü wechselte. In der Spielzeit 1963/64 kam er zu 31 Ligaeinsätzen und erzielte 13 Tore. Mit dieser Leistung ging Doğangün zurück zu Galatasaray. Von diesem Zeitpunkt bis 1970 galt er im Mittelfeld als einer der wichtigsten Spieler. 1965 und 1966 wurde er türkischer Pokalsieger, 1969 gewann er mit dem Klub seine zweite Meisterschaft.
Im Sommer 1970 wechselte er in die 2. Liga zu Şekerspor. Zwei Jahre später stieg Doğangün mit seinen Mannschaftskameraden in die 1. Lig auf. Ein Jahr nach dem Aufstieg beendete der Mittelfeldspieler seine Karriere.

### In der Nationalmannschaft
Für die A-Auswahl der Türkei spielte Turan Doğangün von 1966 bis 1969 fünfmal.

## Erfolge
Galatasaray Istanbul
- Türkischer Meister: 1963, 1969
- Türkischer Fußballpokal: 1965, 1966
- Cumhurbaşkanlığı Kupası: 1966, 1969

Şekerspor
- Türkischer Zweitligameister: 1972